# Carl Skottsberg
Carl Johan Fredrik Skottsberg (* 1 de diciembre de 1880, Karlshamn - 14 de junio de 1963, Gotemburgo), fue un botánico y explorador sueco de la Antártida. 

## Biografía
Skottsberg nació en Karlshamn, hizo sus estudios académicos en la Universidad de Upsala en 1898 y recibe su doctorado y reconocimiento para la docencia en 1907. Participó en la expedición sueca a la Antártida de 1901 a 1903, y fue el director de la expedición sueca Magallánica a la Patagonia, que entre 1907 y 1909 le llevó a Punta Arenas, el Archipiélago de Tierra del Fuego y a las islas Malvinas, entre otros lugares. En 1911 publicó el relato de la expedición con el título de The wilds of Patagonia; a narrative of the Swedish expedition to Patagonia, Tierra del Fuego and the Falkland Islands in 1907-1909, editado en castellano con el título La Patagonia salvaje.
Fue el conservador del Museo de Botánica de la Universidad de Upsala de 1909 a 1914, pero dejó este trabajo y marchó a Gotemburgo en 1915, y donde en 1919, fue designado profesor y director del Jardín Botánico de Gotemburgo.

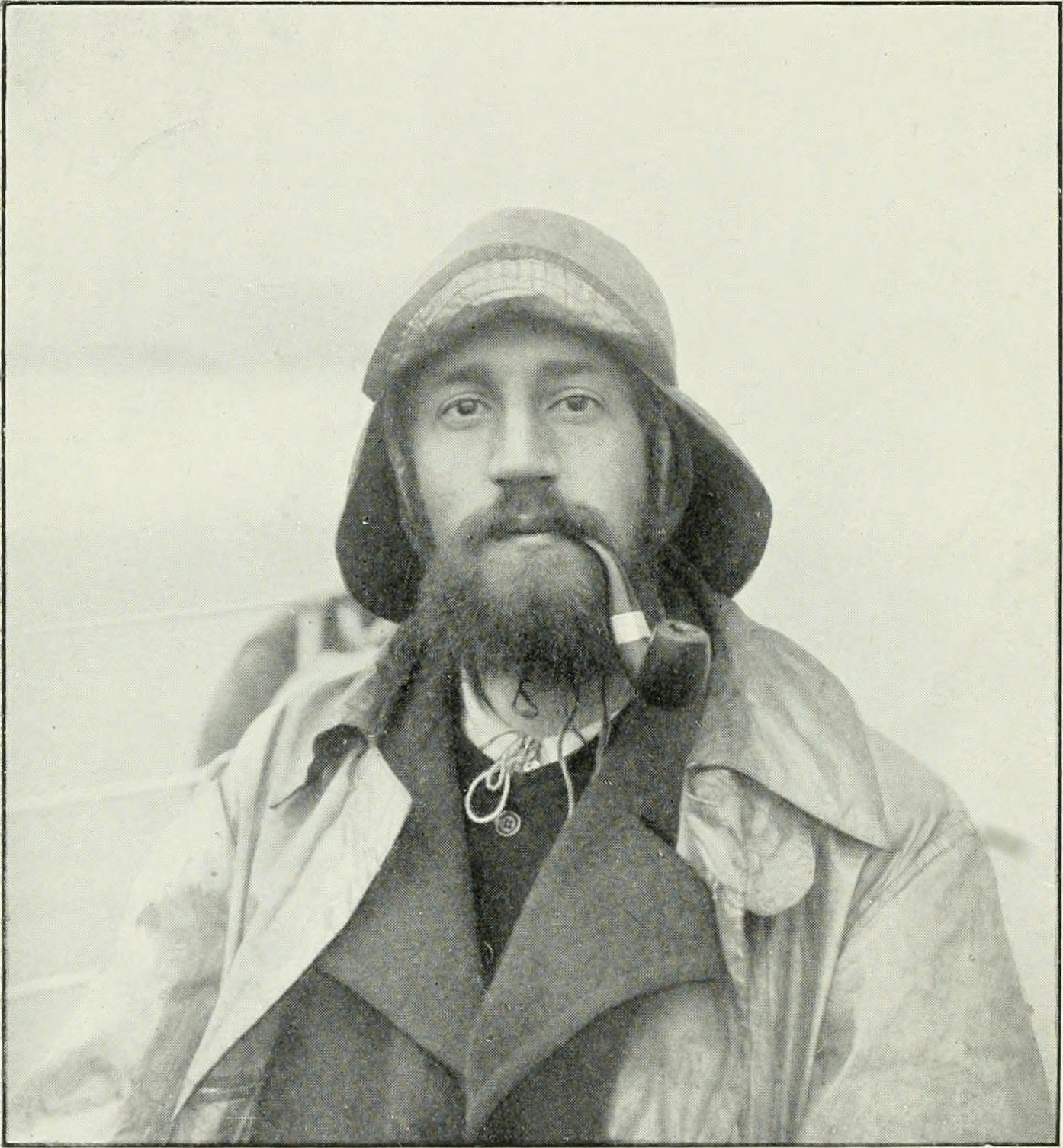
Retrato de Skottsberg en el libro acerca de la expedición a la Patagonia.

Entre 1916 y 1917, dirige una nueva expedición en Chile, a la isla de Pascua donde describe la especie en vías de extinción Sophora toromiro, luego de ser avisado de su ubicación por el botánico Francisco Fuentes, quien la vio en 1911. Viajó de nuevo al archipiélago chileno de Juan Fernández, cuya isla principal se conoce más bajo el nombre de isla Robinson Crusoé donde describe la especie actualmente extinta Santalum fernandezianum. Al estudio de estas islas se asocia especialmente el nombre de Skottsberg.
Skottsberg hace también 4 estancias en Hawái. Presidente de la Real Academia de las Ciencias de Suecia en 1949. Miembro del Royal Society de Londres y Presidente del 7º congreso internacional de botánica en 1950. Premiado con la Linnean Medal de la Linnean Society of London en 1959.
Varias especies de plantas, les han sido dedicadas en su honor, en la familia de las Cactaceae, Trichocereus skottsbergii y Pterocactus skottsbergii. 
Un lago lleva también su nombre en el parque natural chileno de Torres del Paine.

## Obras
- The Natural History of Juan Fernández and Easter Island tres volúmenes, publicados entre 1920 y 1956.
- La Patagonia Salvaje, edición en español de The Wilds of Patagonia, exploraciones realizadas entre octubre de 1907 y mayo de 1909.

- La abreviatura «Skottsb.» se emplea para indicar a Carl Skottsberg como autoridad en la descripción y clasificación científica de los vegetales.[1]

Además aparece como miembro de:
- C. J. F. Skottsberg & I. Skottsberg
- L. M. Cranwell & C. J. F. Skottsberg
- L. M. Cranwell, O. H. Selling & C. J. F. Skottsberg
- T. G. Halle & C. J. F. Skottsberg